# Nieci
Nieci (ukr. Ни́ці) – wieś na Ukrainie w rejonie kowelskim, obwodu wołyńskiego. Liczy 340 mieszkańców.
Do 2020 w rejonie starowyżewskim.